# Dime (tiền xu Hoa Kỳ)
Dime là một đồng xu lưu hành tại Hoa Kỳ, mang mệnh giá 10 xu, tức là một phần mười của một đô la Hoa Kỳ. Tên chính thức của nó được khắc trên mặt sau đồng xu là one dime.
Mệnh giá đồng xu này lần đầu tiên được cho phép bởi Đạo luật Đúc tiền năm 1792 của Hoa Kỳ. Đồng 10 xu này hiện là đồng xu có đường kính nhỏ nhất và cũng là là đồng tiền mỏng nhất trong số các đồng xu đang lưu hành tại Hoa Kỳ. Mặt chính của đồng xu này hiện tại là chân dung Tổng thống Franklin D. Roosevelt và mặt sau khắc họa hình ảnh một một cành ô liu, ngọn đuốc và một cành sồi.
Tính đến năm 2020, chi phí sản xuất đồng xu này là 3,26 xu, tổng chi phí sản xuất, phân phối là 3,73 xu. Cho đến năm 2021, dime là đồng xu duy nhất của Hoa Kỳ được lưu hành phổ biến không có mệnh giá theo đô la hoặc xu.

## Tên gọi
Từ dime phát xuất từ tiếng Pháp Cổ: disme (tiếng Pháp hiện nay dùng từ dîme), có nghĩa là "một phần mười", phát xuất từ decima [pars] trong tiếng Latinh. Trong quá khứ, đôi khi các bảng báo giá báo giá dựa trên mệnh giá cơ bản là dime, viết tắt là "d" hoặc chữ "d" thường  với dấu gạch dưới chân và xuyên chéo qua chữ d (₫), tương tự với với ký hiệu dùng để nhắc đến cent và mill.

## Thành phần và kích thước
Với việc thông qua Đạo luật Đúc tiền năm 1965, thành phần của đồng dime thay đổi từ phần lớn hàm lượng bạc (90% bạc và 10% đồng) trở thành một đồng xu được quen đánh giá là "bánh kẹp sandwich" (đồng nguyên chất ở giữa hai lớp cupronickel (75% đồng, 25% niken)) có tổng thành phần là 91,67% Cu và 8,33% Ni. Thành phần kim loại này được chọn bởi vì tính tương đồng về khối lượng đối với đồng xu cũ bằng bạc (có khối lượng 2,268 gram so với vì 2,5 gram của đồng dime bạc) và có tính điện (quan trọng trong máy bán hàng tự động) và quan trọng nhất là vì nó không chứa kim loại quý.
Đồng 10 xu này hiện là đồng xu có đường kính nhỏ nhất và cũng là là đồng tiền mỏng nhất trong số các đồng xu đang lưu hành tại Hoa Kỳ. Nó có đường kính 0,705 in (17,91 mm) và độ dày 0,053 in (1,35 mm).

## Lịch sử các thiết kế
Kể từ khi được chính thức cho phép vào năm 1796, đồng dime đã được phát hành với sáu loại thiết kế khác nhau, không kể đến "disme" năm 1792. Tên của mỗi loại (ngoại trừ đồng xu Barber) dùng để phân biệt thiết kế được sử dụng trên mặt chính của đồng xu.
- Draped Bust 1796–1807
- Capped Bust 1809-1837
- Liberty ngồi ghế (Seated Liberty) 1837–1891
- Barber (còn gọi là Liberty Head)1892–1916[8]
- Mercury (còn có tên Winged Liberty Head) 1916–1945[9]
- Roosevelt 1946 – nay

## Các thiết kế thế kỷ XX

### Barber (1892–1916)

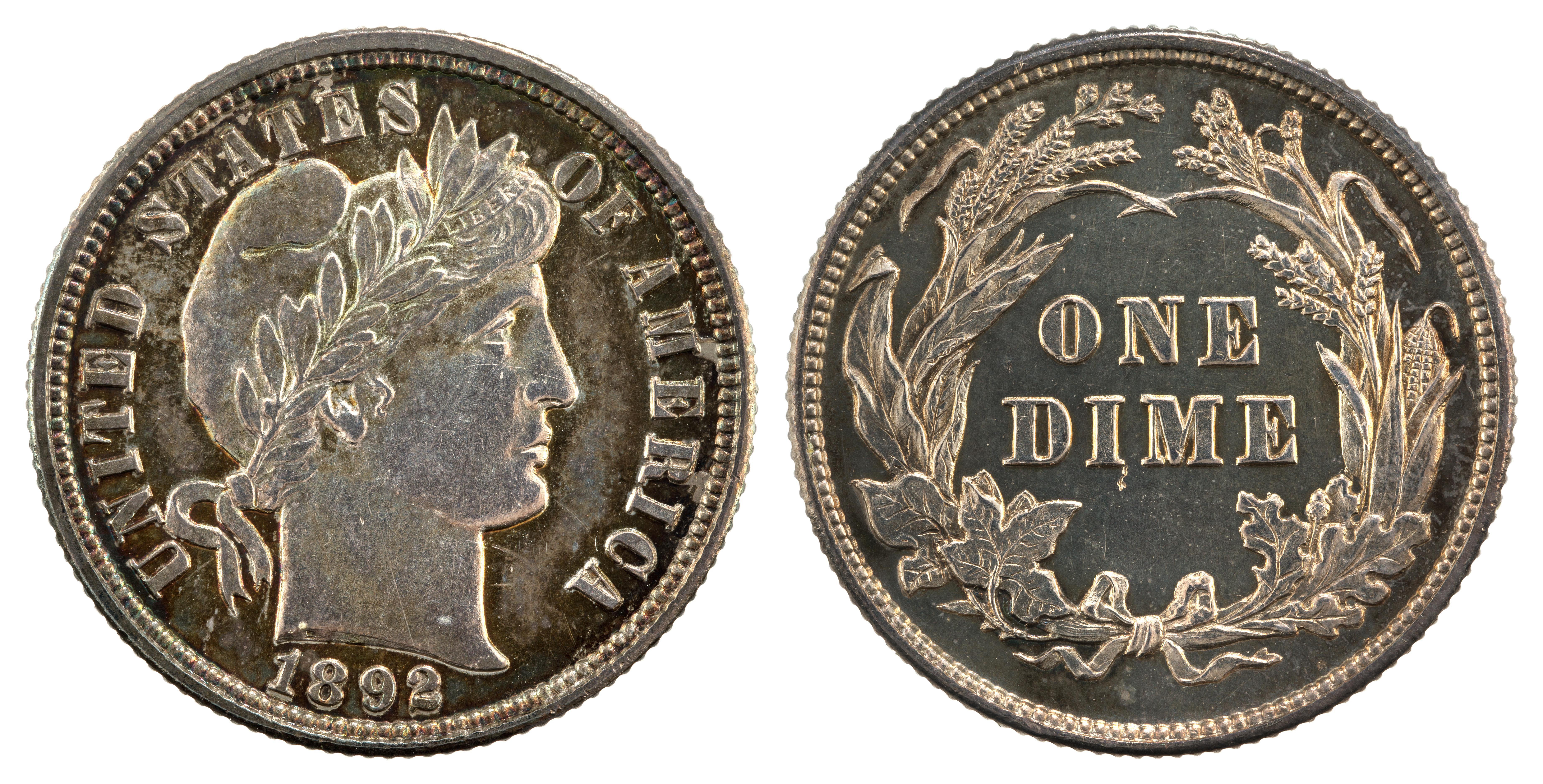
1892 Barber Dime

Đồng xu Barber được đặt theo tên nhà thiết kế Charles E. Barber, người từng là Giám đốc khắc của Xưởng đúc tiền Hoa Kỳ từ năm 1879 đến năm 1917, cũng là nhà thiết kế đã thiết kế ra mẫu tiền này. Ngoài đồng dime - 10 xu, thiết kế mặt chính này cũng xuất hiện trên đồng quarter - 25 xu và đồng nửa đô la trong cùng một thời kỳ.
Đồng dime với thiết kế Barber, giống như tất cả các đồng xu trước đó, khắc họa hình ảnh của Nữ thần Tự do trên mặt sau. Nữ thần được phác họa ảnh đang đội một chiếc mũ Phrygian, vòng nguyệt quế với một dải ruy băng và một chiếc băng đô có dòng chữ "LIBERTY". Dòng chữ này là một trong những yếu tố quan trọng được sử dụng để xác định tình trạng chất lượng của đồng xu Barber dime. Các đồng dime được sản xuất ở bốn cục đúc tiền đang hoạt động tại thời gian này của Hoa Kỳ: Philadelphia (không có mintmark; 1892-1916), Denver (D; 1906-1912,1914), New Orleans (O; 1892-1903, 1905-1909), San Franisco (S; 1892-1916).

### Mercury dime (1916–1945)

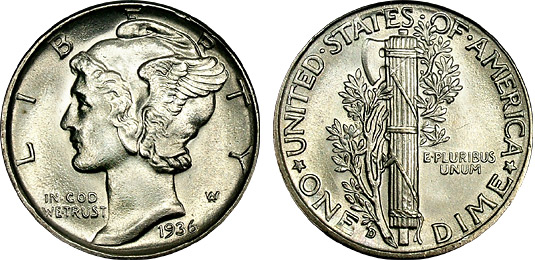
Mercury dime 1936

Mặc dù thường được gọi là đồng xu "Mercury", đồng dime trong giai đoạn này không phải khắc họa hình ảnh vị thần đưa tin Mercurius trong thần thoại La Mã. Hình ảnh khắc ở mặt trước mô tả nữ thần Tự do đội mũ Phrygian, một biểu tượng cổ điển của phương Tây về sự tự do và nền tự do, đính kèm hình ảnh một đôi cánh, tượng trưng cho sự tự do tư tưởng. Được thiết kế bởi nhà điêu khắc nổi tiếng Adolph A. Weinman, đồng Mercury dime được nhiều người nhận định là một trong những thiết kế đồng xu Hoa Kỳ đẹp nhất từng được sản xuất. Thiết kế này được gán cho biệt danh Mercury bởi vì hình ảnh gây gợi nhớ về vị thần La Mã cùng tên.
Seri Mercury dime là một trong các seri tiền xu phổ biến nhất trong giới sưu tập tiền xu Hoa Kỳ.

### Franklin D. Roosevelt (1946–nay)
Không lâu sau khi Tổng thống Franklin D. Roosevelt qua đời, dân biểu Ralph H. Daughton từ Virginia đưa ra luật kêu gọi thay thế thiết kế đồng xu Mercury dime bằng một thiết kế khác khắc họa hình ảnh cố tổng thống. Mệnh giá đồng xu này được chọn để tôn vinh Roosevelt một phần do những nỗ lực của ông trong việc thành lập Quỹ Quốc gia về bệnh bại liệt ở trẻ sơ sinh (sau này quỹ có tên March of Dimes), ban đầu gây quỹ cho nghiên cứu bệnh bại liệt và hỗ trợ các nạn nhân của căn bệnh này cũng như gia đình của họ.
Với thời gian ngắn và gấp rút để thiết kế lại đồng dime mới, đồng xu khắc họa hình ảnh Roosevelt là đồng xu Hoa Kỳ lưu hành thường xuyên đầu tiên được thiết kế bởi một nhân viên của Cục đúc tiền trong vòng hơn 40 năm trở lại, tính đến thời điểm đó. Thợ khắc chính John R. Sinnock đã được chọn để làm nhiệm vụ này, do ông từng thiết kế một huy chương của cục đúc với hình ảnh tổng thống Roosevelt. Sinnock lần lượt đệ trình hai thiết kế: thiết kế thứ nhất bị từ chối đệ trình vào tháng 10 năm 1945 và thiết kế thứ hai được chuẩn thuận vào tháng 1 năm 1946. Đồng xu chính thức phát hành vào ngày 30 tháng 1 năm 1946, vào dịp kỷ niệm sinh nhật lần thứ 64 của cố tổng thống Roosevelt. Sinnock đã đặt vị trí hai ký tự viết tắt tên của mình ("JS") ở cổ của Roosevelt, trên mặt sau của đồng xu. Các đặc điểm trên mặt sau của đồng xu gồm một ngọn đuốc, cành ô liu và cành sồi, với ý nghĩa tượng trưng lần lượt cho cho sự tự do, hòa bình và sức mạnh.
Tranh cãi nổ ra một cách gay gắt vì xu hướng chống chủ nghĩa Cộng sản mạnh mẽ tại Hoa Kỳ, làm lan truyền tin đồn hai ký tự viết tắt "JS" khắc trên đồng xu là hai ký tự viết tắt tên Joseph Stalin, có mặt trên đồng xu vì một đặc vụ Liên Xô hoạt động tại cục đúc tiền. Các thông báo từ chính phủ bác bỏ tin này, cục đúc tiền nhanh chóng đưa ra một tuyên bố phủ nhận điều này, đồng thời xác nhận rằng hai ký tự viết tắt JS là viết tắt của tên John Sinnock. Tin đồn tương tự cũng lan truyền sau khi phát hành đồng xu nửa đô la Franklin được thiết kế bởi Sinnock vào tháng 4 năm 1948.